# Dakapo (Film)
Dakapo ist ein dreiteiliger britischer Episodenfilm, gestaltet nach Kurzgeschichten von W. Somerset Maugham. Unter den Regien von Pat Jackson (erste Episode), Anthony Pelissier (zweite Episode) und Harold French spielt ein Schauspielerensemble, angeführt von Nigel Patrick, Roland Culver, Kay Walsh, Noel Purcell, Glynis Johns und Terence Morgan. 

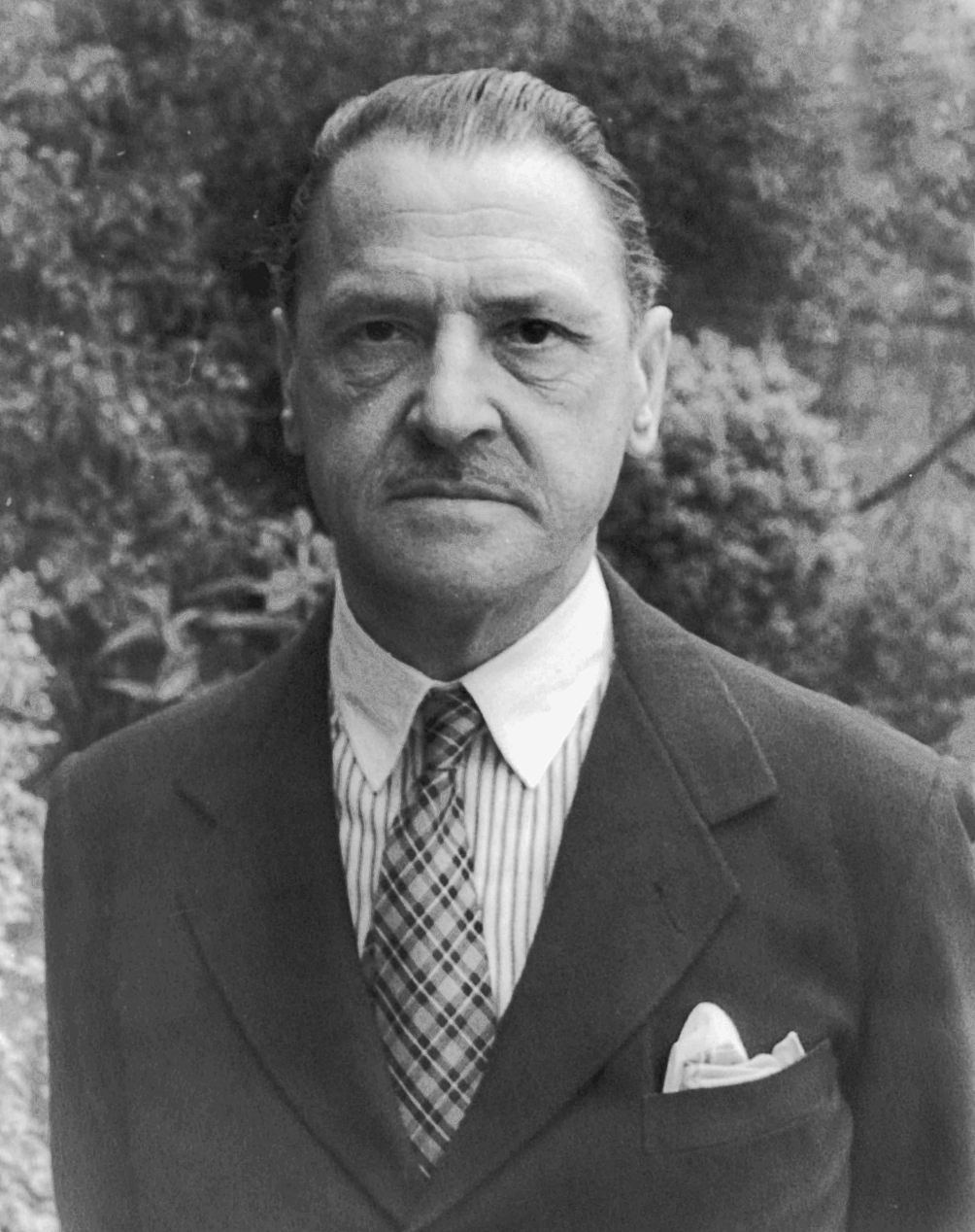
Schrieb die literarischen Vorlagen: Der britische Autor W. Somerset Maugham

## Handlung
Der Autor W. Somerset Maugham stellt jede einzelne der drei Episoden von seiner Villa an der Côte d’Azur aus selbst vor. 
Die Ameise und der Grashüpfer (Original: The Ant and the Grashopper)
Der Faulenzer Tom Ramsay, Typ charmanter „Windhund“, leiht sich regelmäßig Geld von seinem deutlich älteren Bruder George, der in seinem Fleiß und einer Grundanständigkeit das genaue Gegenteil Toms ist. Tom ist sehr unbeständig und kommt kaum über die Jobberei hinaus. Als er Türsteher bei demjenigen Club arbeitet, indem George ein und aus geht, ist dieser unangenehm berührt und gibt seinem Bruder mit der laxen Lebens- und Arbeitsmoral wieder einmal Geld. Auch bei den folgenden Jobs als Barkeeper und Fensterputzer kreuzen sich, sehr zum Unbehagen von George, die Wege der beiden ungleichen Brüder. Eines Tages bietet George Chartfield, das familieneigene Ramsay-Anwesen, zum Verkauf an, um seinen Geschäftspartner auszahlen zu können. Tom ist empört und protestiert lautstark. Kurz darauf wird George vom Luxusautohändler Philip Cronshaw angesprochen. Der teilt ihm mit, dass Tom eines seiner Fahrzeuge gestohlen habe, um es an ein anderes Autohaus zu verhökern. George kann dies kaum glauben. Doch um einen öffentlichen und für alle Beteiligten unangenehmen Skandal zu vermeiden, zahlt George den Gegenwert des Autos an Mr. Cronshaw. Die fleißige „Ameise“ George ahnt nicht, dass der durchs Leben querfeldein springende „Grashüpfer“ Tom und der Händler unter einer Decke stecken und sich das von George gezahlte Geld als „Partners in Crime“ untereinander aufteilen.
Während Tom das tut, was er immer tut, nämlich sinnlos mit anderer Leute Geld um sich zu werfen, stellt er eines Tages während eines Aufenthalts mit Cronshaw in einem Erholungsort an der Küste fest, dass eine gewisse Gertrude Wilmot im selben Badeort abgestiegen ist. Sie soll angeblich die drittreichste Frau der Welt sein. Augenblicklich sucht der windige der beiden Ramsay-Brüder ihrer Nähe. In einem Anfall von Ehrlichkeit erklärt er der attraktiven Dame, die unumwunden zugibt, es satt zu haben, immer von geldhungrigen Gaunern und Lügnern angebaggert zu werden, dass er selber nur ein Hallodri und Ganove sei, der von ihrem großen Reichtum magisch angezogen sei. Überraschenderweise hat er mit dieser Masche Erfolg, und beide verloben sich. Als George und seine Gattin Freda davon in der Zeitung lesen, können sie es kaum glauben und sind fassungslos. Tom ist nun endlich in der Lage, nach all den Jahren des Schnorrens gegenüber seinem Bruder George diesem alles Geld, was er ihm schuldet, zurückzuzahlen. Als George sich über die Ungerechtigkeit beschwert, dass Tom nicht für sein Glück arbeiten muss, erwähnt Tom, dass seine neue Verlobte Gertrude das Familiengrundstück zu kaufen beabsichtigt, dass George zwecks Geldbeschaffung veräußern will. Gertrude, so der Charmeur Tom, wolle ärmlich schon immer gern auf dem Land leben.
Winterkreuzfahrt (Original: Winter Cruise)
Die vereinsamte englische Teeladenbesitzerin Molly Reid unternimmt, wie in jedem Winter, wieder einmal eine Kreuzfahrt nach Jamaika. Zum Ärger der anderen Passagiere und der Besatzung quasselt sie auf der Hinfahrt ohne Unterbrechung. Anfänglich ist man noch von der mitteilungsfreudigen Jungfer amüsiert, doch mit zunehmender Dauer der Seereise geht sie allen anderen in zunehmendem Maße nur noch auf den Geist. Als der Kapitän erfährt, dass sie mit demselben Schiff heimzufahren beabsichtigt, beschließt er, dass etwas getan werden müsse, um die Gesundheit und das Nervenkostüm der Besatzung zu schonen. Der Schiffsarzt schlägt vor, ihr einen Verehrer zu organisieren. Schreckensbleich lehnen alle infrage kommenden Offiziere mit der (vorgeschobenen) Begründung ab, dass sie verheiratet seien. Und so wird der schmucke französische Schiffssteward Pierre mit dieser undankbaren Aufgabe bedacht und soll Molly auf der Heimfahrt über Weihnachten rund um die Uhr in Beschlag nehmen. 
Der Plan funktioniert: Pierre übersendet ihr ein Zettelchen, auf dem steht, dass er unsterblich in sie verliebt sei. Die Ohren der Crew bleiben verschont, obwohl Molly Pierre gesteht, dass sie weiß, dass er nicht in sie verliebt ist und sie lediglich im Zaum halten sollte. Am Weihnachtsmorgen findet jeder Schiffsoffizier ein Geschenk als kleine Aufmerksamkeit vor seiner Kabinentür. Man ist gerührt und erkennt, dass sich hinter ihrer Geschwätzigkeit ein sehr liebenswürdiges Wesen verbirgt. Als Molly in England das Schiff verlässt, dankt sie dem Kapitän persönlich und sagt ihm und der Besatzung, dass sie die ganze Zeit wusste, dass ihre „Romanze“ arrangiert worden war. Der Captain und die Offiziere sind gerührt und schämen sich ein wenig ihrer eigennützigen Charade und wünschen Molly ehrlich alles Gute. Molly wird an Land von ihrer Freundin Nora Price empfangen und verspricht dem Franzosen Pierre, ihr Teegeschäft, das bisher den Namen “Molly’s Parlor” (Mollys Salon) trug, in „Chez Molly“ (Bei Molly) umzubenennen.
Gigolo und Gigolette (Original: Gigolo and Gigolette)
Stella und Syd Cotman sind zwei britische Varietékünstler, die mit viel Erfolg in einem zum Ritz-Hotel gehörenden Outdoor-Nachtclub in Monte Carlo auftreten. Sie springt aus fast 25 Metern Höhe in die Tiefe und taucht dann in einen kleinen, lediglich anderthalb Meter breiten und tiefen Wassertank ein, der an der Oberfläche entflammt wurde. Ein Besuch von Flora und Carlo Penezzi verunsichert die beiden Artisten. Die älteren Penezzis führten einst eine ähnlich gefährliche Nummer vor, nur dass Flora aus einer Kanone geschossen wurde. Die „menschliche Kanonenkugel“ Flora beichtet Stella en passant, dass sie bei diesem Akt stets große Angst gehabt hätte und nur die Liebe zu Carlo ihr geholfen habe, diese Angst zu überwinden. Nun ist Stella vollkommen verunsichert. Zwischen ihr und Syd kommt es zum Streit, als sie sich weigert, von nun an jeden Abend gleich zweimal den gefährlichen Stunt zu wagen. Wenn er sie so lieben würde wie Carlo Flora liebt, würde er dies nicht von ihr verlangen, entgegnet Stella ihrem Mann. Doch der meint, dass beide noch nicht genug Geld besitzen würden, um aus allem auszusteigen. 
Durch Stellas Weigerung, auch in einer Nachtvorstellung zu springen, ist Syd gezwungen, beider Vertrag mit dem Nachtclub-Manager zu ändern. Dies hat zur Folge, dass das Geld der beiden knapp wird und Stella als ihre Ersparnisse zusammenrafft, um ihr Glück beim Glücksspiel zu versuchen. Sie hofft, danach nie mehr wieder aus luftiger Höhe in eine Wassertank springen zu müssen. Doch alles geht schief, und Stella verliert beider Ersparnisse. Syd ist daraufhin stocksauer. Nun ist sie gezwungen, den ungeliebten Stunt fortzuführen, obwohl sie eine Ahnung beschleicht, dass dies eines Tages ihr Tod sein könnte. Stella gesteht Flora ihre Todesangst, aber auch dass sie weiterhin springen werde, um ihr Publikum nicht zu enttäuschen. Alarmiert von dieser Aussage gehen Flora und Carlo zu Syd und berichten ihm, wie ängstlich seine Frau mittlerweile sei. Der kann dies kaum glauben und eilt die Treppe den Turm hinauf, um Stella vom Sprung abzuhalten. Aber sie erkennt seine Sorge, und als sie sein Sicherheit suggerierendes Lächeln erkennt, stürzt sie gefahrlos in den Tank hinab.

## Produktionsnotizen
Dakapo entstand in den Pinewood Studios ins Iver Heath und wurde am 14. November 1951 uraufgeführt. Die deutsche Premiere fand im Fernsehen statt und zwar am 13. Januar 1966 in der ARD.
Earl St. John war Herstellungsleiter. Maurice Carter entwarf die Filmbauten, Robert Asher war Regieassistent. Julie Harris entwarf die Kostüme. Muir Mathieson war musikalischer Leiter.
Dieser Film war die letzte Arbeit im Rahmen von Produzent Darnboroughs Episodenfilm-Trilogie nach Kurzgeschichten-Vorlagen Maughams. Dakapo vorausgegangen waren 1948 der Vierteiler Quartett und 1950 der Dreiteiler So ist das Leben. Alle drei Filmanthologien erwiesen sich an der Kinokasse als sehr erfolgreich.
Dakapo war 1952 britischer Festivalbeitrag bei den Internationalen Filmfestspielen von Cannes und für den Grand Prix nominiert.

## Kritiken
„Ohne die Aufrichtigkeit von Mr. Maugham oder die wahrscheinliche Popularität dieses neuesten seiner Portmanteau-Filme in Frage zu stellen, würde dieser Autor die Beobachtung machen, dass sich er oder seine Produzenten – oder beide – ganz auf die Schwungkraft ihres vergangenen Erfolgs verlassen. Während die Geschichten, die in diesem Film gezeigt werden, klug und unterhaltsam sind, berührt von schlauer, ironischer Laune und äußerst geschickt gespielt wurden, sind sie offensichtlich oberflächlich, jenseits des alltäglichen Geschicks von Mr. Maugham und, zumindest im Falle einer von ihnen, völlig alltäglich. Die Beste Episode ist eine Vignette mit dem Titel "Winterkreuzfahrt".“

„Einige der stilistischen Tricks des Altmeisters werden für Zuschauer mit präzisen Erinnerungen ein wenig vorhersehbar, aber das Endergebnis ist immer noch zivilisierte Unterhaltung für Erwachsene.“

Das Lexikon des Internationalen Films urteilt: „Drei voneinander unabhängige literarisch-filmische Miniaturen nach Erzählungen von Somerset Maugham, die trotz unterschiedlicher Gestaltung allesamt durch ihre subtile Psychologie fesseln. (…) Kultivierte Unterhaltung, interessant variiert und vortrefflich gespielt.“

„Unterhaltsame Trilogie.“

„Fernsehdramolette haben rasch diese Form von Kurzgeschichten altmodisch erscheinen lassen, aber der Standard hier war hoch.“